# Ramon Maria Calderé i Rey
Ramon Maria Calderé i Rey   (Vila-rodona, 16 de gener de 1959) és un destacat exfutbolista català dels anys 80 i posteriorment entrenador. Va ser internacional amb la selecció espanyola.

## Carrera esportiva

### Com a jugador
Calderé va néixer a Vila-rodona el 16 de gener de 1959. En el seu debut a primera divisió amb el Barça l'any 1984, va marcar un dels tres gols que van donar la victòria als blaugranes enfront del Reial Madrid al Bernabeu. Calderé va ser una de les claus del centre del camp de l'equip que va assolir el títol de lliga la temporada 1984/85, i el 1986 va arribar a jugar el mundial de Mèxic amb la selecció espanyola. Després del motí de l'Hespèria la primavera de 1988, va ser traspassat al Reial Betis.
En la seva etapa final com a jugador, va jugar diverses temporades al Sant Andreu, equip amb el qual va estar a punt de pujar a Segona Divisió A.

### Com a entrenador
Ha estat entrenador del Ricoh Premià (en dues etapes), Cornellà, Gavà, Castelldefels, Badalona, Ceuta, Reus Deportiu, Teruel, CF Palencia Burgos CF, Club Deportivo Castellón i Unió Esportiva Olot.
La temporada 2016-17 va deixar el càrrec d'entrenador de la UE Olot després d'haver aconseguit amb l'equip l'ascens de categoria a segona divisió B.
El 2018 va fitxar pel CF Salmantino UDS, del grup VIII de la Tercera Divisió, però després d'una ratxa de mals resultats fou destituït el 9 de febrer de 2018.
El febrer de 2021 es va anunciar que signava com a entrenador de la CF Montañesa, un equip on hi havia els veterans Sergio García i Joan Verdú i que tot i això era cuer del seu grup a la Tercera Divisió. Va ser destituït el novembre de 2021.

### Com a director esportiu
El març de 2023 es va anunciar que signava com a director esportiu del FC Vilafranca.

## Trajectòria esportiva
- Reial Valladolid: 1980-1981.
- Barcelona Atlètic: 1981-1984.
- FC Barcelona: 1984-1988.
- Real Betis Balompié: 1988-1989.
- UE Sant Andreu: 1991-1993.

## Palmarès
- 1 Lliga espanyola de futbol: 1985 (FC Barcelona).
- 1 Copa del Rei de futbol: 1988 (FC Barcelona).
- 1 Supercopa espanyola de futbol: 1983 (FC Barcelona).
- 1 Copa de la Lliga espanyola de futbol: 1986 (FC Barcelona).
- 1 cop finalista de la Copa d'Europa: 1986 (FC Barcelona)